# Барбара (станція метро)
48°48′33″ пн. ш. 2°19′04″ сх. д. / 48.8092° пн. ш. 2.31767° сх. д.
Барбара (фр. Barbara) — станція лінії 4 Паризького метрополітену, розташована на межі між Баньє та Монруж. Введена в експлуатацію 13 січня 2022 року.
.
Конструкція: односклепінна станція глибокого закладення (глибина закладення — 25 м)
, 
типу горизонтальний ліфт з двома береговими прямими платформами.
Пересадки: на автобуси 128 та 323.

## Туристичні пам'ятки поруч
- Цвинтар Баньє
- Форт Монруж[fr]

## Операції
| Попередня станція                    | Лінія | Лінія                          | Лінія | Наступна станція           |
| ------------------------------------ | ----- | ------------------------------ | ----- | -------------------------- |
| Мері-де-Монруж до Порт-де-Кліньянкур |       | Паризький метрополітен Лінія 4 |       | Баньє — Люсі Обрак Кінцева |